# Jaltomata darcyana
Jaltomata darcyana är en potatisväxtart som beskrevs av Mione. Jaltomata darcyana ingår i släktet jaltomator, och familjen potatisväxter. Inga underarter finns listade i Catalogue of Life.